# Atiba Harris
Atiba Harris (Basseterre, San Cristóbal y Nieves, 9 de enero de 1985) es un exfutbolista sancristobaleño.
Jugó para el Cádiz CF, el CD Linares, el FC Dallas, Chivas USA, el Real Salt Lake, el St. Peters FC de su país, el Vancouver Whitecaps, el Colorado Rapids y el Oklahoma City Energy FC de la USL Championship.
También jugó para la selección de fútbol de San Cristóbal y Nieves.

## Clubes
| Club                 | País           | Año       |
| -------------------- | -------------- | --------- |
| Cádiz "B"            | España         | 2003-2005 |
| CD Linares           | España         | 2003-2004 |
| Real Salt Lake       | Estados Unidos | 2006-2007 |
| Chivas USA           | Estados Unidos | 2008-2009 |
| FC Dallas            | Estados Unidos | 2009-2010 |
| Vancouver Whitecaps  | Canadá         | 2011-2012 |
| Colorado Rapids      | Estados Unidos | 2013      |
| San Jose Earthquakes | Estados Unidos | 2014      |
| FC Dallas            | Estados Unidos | 2015-2017 |
| Murciélagos FC       | México         | 2018      |
| Oklahoma City Energy | Estados Unidos | 2018-2021 |